# Chijindu Kelechi Eke
 (juin 2024).
La mise en forme du texte ne suit pas les recommandations de Wikipédia : il faut le « wikifier ».
Les points d'amélioration suivants sont les cas les plus fréquents. Le détail des points à revoir est peut-être précisé sur la page de discussion.
- Les titres sont pré-formatés par le logiciel. Ils ne sont ni en capitales, ni en gras.
- Le texte ne doit pas être écrit en capitales (les noms de famille non plus), ni en gras, ni en italique, ni en « petit »…
- Le gras n'est utilisé que pour surligner le titre de l'article dans l'introduction, une seule fois.
- L'italique est rarement utilisé : mots en langue étrangère, titres d'œuvres, noms de bateaux, etc.
- Les citations ne sont pas en italique mais en corps de texte normal. Elles sont entourées par des guillemets français : « et ».
- Les listes à puces sont à éviter, des paragraphes rédigés étant largement préférés. Les tableaux sont à réserver à la présentation de données structurées (résultats, etc.).
- Les appels de note de bas de page (petits chiffres en exposant, introduits par l'outil «  Source ») sont à placer entre la fin de phrase et le point final[comme ça].
- Les liens internes (vers d'autres articles de Wikipédia) sont à choisir avec parcimonie. Créez des liens vers des articles approfondissant le sujet. Les termes génériques sans rapport avec le sujet sont à éviter, ainsi que les répétitions de liens vers un même terme.
- Les liens externes sont à placer uniquement dans une section « Liens externes », à la fin de l'article. Ces liens sont à choisir avec parcimonie suivant les règles définies. Si un lien sert de source à l'article, son insertion dans le texte est à faire par les notes de bas de page.
- La présentation des références doit suivre les conventions bibliographiques. Il est recommandé d'utiliser les modèles {{Ouvrage}}, {{Chapitre}}, {{Article}}, {{Lien web}} et/ou {{Bibliographie}}. Le mode d'édition visuel peut mettre en forme automatiquement les références.
- Insérer une infobox (cadre d'informations à droite) n'est pas obligatoire pour parachever la mise en page.

Pour une aide détaillée, merci de consulter Aide:Wikification.
Si vous pensez que ces points ont été résolus, vous pouvez retirer ce bandeau et améliorer la mise en forme d'un autre article.
 (juin 2024).
Kelechi Eke est un réalisateur nigérian. Il est le fondateur du Festival du film africain (TAFF), le fondateur du Village Arts & Film Festival (VILLAFFEST), et le créateur du service de streaming africain Rootflix. Lors du couronnement en décembre 2023, il a été installé dans un rôle de chef en tant que « Ichie Ihemba » d'Imerienwe dans l' État d'Imo au Nigeria.
Bien qu'il vive principalement aux États-Unis, Kelechi a été nommé président du conseil d'administration de l'Association de para-soccer de l'État d'Imo en raison de sa passion pour le développement du sport et le soin des personnes handicapées.

## Enfance et jeunesse
Kelechi est né à Amafor, Imerienwe dans l'État d'Imo, situé dans la région sud-est du Nigeria. Il a déménagé aux États-Unis pour poursuivre ses études où il a obtenu une maîtrise en administration des affaires et une maîtrise ès sciences en technologie de l'information de l' Université du Texas à Dallas.

## Carrière
Kelechi a commencé sa carrière cinématographique en 2009 en tant que producteur et acteur dans Okra Principle. Il a lancé biGObi Productions en 2011 et a réalisé le film Lost In Abroad de 2012 qui a été présenté dans les bibliothèques de l'Université de Harvard, de l'Université de Yale, de l'Université de Stanford, des bibliothèques de l'Université de l'Iowa, Université Northwestern et Université du Wisconsin-Madison et Madison General Library System. Il a également réalisé le film False Engagement 2013 et le film The Stepchild de 2014.
Il est également le fondateur du Festival du film africain (TAFF) et en a organisé la première édition à Dallas, au Texas.
En 2017, il commence le développement de Rootflix, une plateforme de streaming et de distribution de films qualifiés en festival et la lance en 2019.

## Royalties
Kelechi Eke a été couronné Ichie Ihemba 1 d'Imerienwe[Quoi ?] en raison de son amour pour son peuple, de son engagement envers le développement de sa communauté et de sa passion pour la préservation et la célébration de sa culture. « Ihe » signifie lumière et « mba » signifie communauté.

## Filmographie
| Titre              | Genre         | Rôle                          | Année | Référence |
| ------------------ | ------------- | ----------------------------- | ----- | --------- |
| Perdu à l'étranger | Drame         | Écrivain, réalisateur         | 2012  | [ 20 ]    |
| Faux engagement    | Drame         | Écrivain, acteur, réalisateur | 2013  | [ 17 ]    |
| Heure africaine    | Comédie       | Acteur, réalisateur           | 2014  | ,         |
| Cendres pleureuses | Drame         | Directeur                     | 2014  | [ 23 ]    |
| Les autres tribus  | Drame         | Directeur                     | 2015  | [ 24 ]    |
| Le pot noir        | Séries TV     | Directeur                     | 2015  | [ 25 ]    |
| Akwuna             | Court métrage | Acteur                        | 2022  | [ 26 ]    |
| Ihemba             | Documentaire  | Producteur                    | 2024  | ,         |

## Prix
Prix du cinéma
- 2012 - Meilleur cinéaste africain vivant à l'étranger, African Movies Academy Awards[28].
- 2015 - Prix du public du meilleur réalisateur, Nollywood et Prix de la critique du cinéma africain[29].
- 2015 - Prix d'excellence en cinéma, Los Angeles Nollywood Film Awards[30].
- 2015 - Prix du mérite de sensibilisation au Awareness Film Festival, Californie[31].
- 2015 - Meilleur scénariste, International Movie Awards, Indonésie[32].

## Prix humanitaires
Le 3 mai 2014, Kelechi a reçu un Lifetime Achievement Award du Conseil multiculturel nigérian-américain (NAMC),.
Le 19 août 2023, il a reçu le prix du président des États-Unis pour l'ensemble de sa carrière pour ses contributions sociales et ses services humanitaires.
Le 30 mars 2024, il a reçu le prix d'honneur de l'Imo State Women Ambassadors International pour son soutien à la croissance des femmes et des filles, ainsi que pour l'autonomisation des jeunes de l'État.